# ويل شوروك
ويليام جون شورّوك (من مواليد 30 يناير 1999) هو لاعب كرة قدم إنجليزي، يلعب في صفوف نادي ليمينغتون، الذي ينافس في دوري الشمال الوطني، ويشغل مركز لاعب الوسط.

## المسيرة الكروية

### والسول
خاض شورّوك أول مباراة له مع الفريق الأول لنادي والسول في 4 أكتوبر 2016، عندما شارك كبديل في الدقيقة 74 بدلًا من جوش جينلي، وذلك خلال مباراة ضمن دور المجموعات من بطولة كأس رابطة الأندية الإنجليزية المحترفة، انتهت بفوز والسول 2–1 على شيفيلد يونايتد في ملعب برامال لين. تم الاستغناء عنه من قبل نادي والسول في نهاية موسم 2017–18.

### برومسغروف سبورتينغ
في 25 يوليو 2018، انضم شورّوك إلى صفوف نادي برومسغروف سبورتينغ، أحد أندية دوري الدرجة الأولى الأوسط في دوري الجنوب الإنجليزي، لخوض فترة الإعداد للموسم الجديد.وفي 15 أغسطس 2018، أُعلن رسميًا عن توقيعه للنادي بعقد لمدة عام، بعد أداء مميز في المباريات التحضيرية، سجل خلالها أهدافًا ضد ستاوربريدج وإيفشام يونايتد.وفي 7 يوليو 2020، أُدرِج اسم شورّوك ضمن قائمة اللاعبين المحتفظ بهم استعدادًا لموسم 2020–21 في الدوري الممتاز لمنطقة الوسط بدوري الجنوب الإنجليزي.

### راشال أولمبيك
في 3 يونيو 2022، أُعلن أن شورّوك وقّع لنادي راشال أولمبيك، الذي ينافس في الدوري ذاته الدوري الممتاز لمنطقة الوسط، استعدادًا لموسم 2022–23.وقد انتهى ذلك الموسم بنجاح كبير لشورّوك والنادي، حيث حققوا الصعود إلى دوري الشمال الوطني لأول مرة في تاريخ النادي.

### ليمينغتون
في أكتوبر 2023، عاد شورّوك إلى الدوري الممتاز لمنطقة الوسط مع نادي ليمنجتون.

## إحصائيات المسيرة الاحترافية
آخر تحديث المباراة الأخيرة 30 سبتمبر 2023.
| النادي             | الموسم         | الدوري                             | الدوري    | الدوري  | كأس الاتحاد الإنجليزي | كأس الاتحاد الإنجليزي | كأس الرابطة الإنجليزية | كأس الرابطة الإنجليزية | مسابقات أخرى | مسابقات أخرى | الإجمالي  | الإجمالي |
| النادي             | الموسم         | القسم                              | المشاركات | الأهداف | المشاركات             | الأهداف               | المشاركات              | الأهداف                | المشاركات    | الأهداف      | المشاركات | الأهداف  |
| ------------------ | -------------- | ---------------------------------- | --------- | ------- | --------------------- | --------------------- | ---------------------- | ---------------------- | ------------ | ------------ | --------- | -------- |
| نادي والسول        | 2016–17        | دوري الدرجة الأولى                 | 0         | 0       | 0                     | 0                     | 0                      | 0                      | 2            | 0            | 2         | 0        |
| نادي والسول        | 2017–18        | دوري الدرجة الأولى                 | 1         | 0       | 0                     | 0                     | 0                      | 0                      | 1            | 0            | 2         | 0        |
| نادي والسول        | مجموع والسال   | مجموع والسال                       | 1         | 0       | 0                     | 0                     | 0                      | 0                      | 3            | 0            | 4         | 0        |
| برومسغروف سبورتينغ | 2018–19        | دوري الجنوب الدرجة الأولى الوسطى   | 19        | 4       | 1                     | 0                     | —                      | —                      | 6            | 2            | 26        | 6        |
| برومسغروف سبورتينغ | 2019–20        | دوري الجنوب الدرجة الممتازة الوسطى | 28        | 5       | 2                     | 0                     | —                      | —                      | 5            | 1            | 35        | 6        |
| برومسغروف سبورتينغ | 2020–21        | دوري الجنوب الدرجة الممتازة الوسطى | 0         | 0       | 0                     | 0                     | —                      | —                      | 0            | 0            | 0         | 0        |
| برومسغروف سبورتينغ | 2021–22        | دوري الجنوب الدرجة الممتازة الوسطى | 29        | 4       | 4                     | 1                     | —                      | —                      | 4            | 0            | 37        | 5        |
| برومسغروف سبورتينغ | المجموع        | المجموع                            | 76        | 13      | 8                     | 1                     | —                      | —                      | 15           | 3            | 99        | 17       |
| روشال أولمبيك      | 2022–23        | دوري الجنوب الدرجة الممتازة الوسطى | 32        | 12      | 10                    | 0                     | —                      | —                      | 5            | 2            | 38        | 8        |
| روشال أولمبيك      | 2023–24        | دوري الشمال الوطني                 | 2         | 0       | 1                     | 0                     | —                      | —                      | 0            | 0            | 3         | 0        |
| روشال أولمبيك      | المجموع        | المجموع                            | 34        | 12      | 11                    | 0                     | 0                      | 0                      | 5            | 2            | 41        | 8        |
| إجمالي المسيرة     | إجمالي المسيرة | إجمالي المسيرة                     | 125       | 38      | 10                    | 1                     | 0                      | 0                      | 23           | 5            | 144       | 25       |

1. 1 2  مشاركتان في كأس التحدي
2. ↑  مشاركة واحدة في كأس الاتحاد الإنجليزي، مشاركة واحدة في كأس دوري الجنوب، مشاركتان وسجل هدفين في كأس ورسيسترشير، مشاركتان في تصفيات دوري الجنوب
3. ↑  مشاركة واحدة في كأس الاتحاد الإنجليزي، مشاركتان في كأس دوري الجنوب، مشاركتان وسجل هدف في كأس ورسيسترشير
4. ↑  مشاركة واحدة في كأس الاتحاد الإنجليزي، مشاركتان في كأس دوري الجنوب، مشاركة واحدة في كأس ورسيسترشير
5. ↑  مشاركة واحدة وسجل هدفًا في كأس الاتحاد الإنجليزي، مشاركتان وسجل هدفًا في كأس ورسيسترشير، مشاركة واحدة في كأس دوري الجنوب، ومشاركة واحدة في تصفيات دوري الجنوب الممتاز الوسطى